# Mardinding (Pematang Silimahuta)
Mardinding is een bestuurslaag in het regentschap Simalungun van de provincie Noord-Sumatra, Indonesië. Mardinding telt 2109 inwoners (volkstelling 2010).